# Vier Freunde im Einsatz
Vier Freunde im Einsatz ist der 90-minütige Pilotfilm der deutschen Notfall- und Rettungsserie Die Rettungsflieger. Die Erstausstrahlung erfolgte am 15. Februar 1997 auf dem samstäglichen 20:15-Uhr-Hauptsendeplatz im ZDF.
Der Film bildet den Beginn der Fernsehserie Die Rettungsflieger, deren 108 Episoden in 11 Staffeln vom 27. Januar 1998 bis zum 11. Juli 2007 auf dem Sender ZDF ausgestrahlt wurden. Dargestellt wird die Arbeit und das Privatleben der Rettungsflieger-Crew des Hamburger Rettungshubschraubers SAR 71 der Bundeswehr. Das Team umfasst den Piloten Hauptmann Alexander Karuhn („Alex“), Bordtechniker Hauptfeldwebel Max Westphal, Notärztin Stabsarzt Dr. Maren Maibach und Rettungsassistent Oberbootsmann Thomas Asmus („Thommy“).

## Handlung
Die Rettungsflieger sind auf dem Weg zu einem Einsatz am Michel. Dort wurde ein kleines Mädchen von einem Auto angefahren und dabei schwer verletzt. Während sich Notärztin Stabsarzt Dr. Maren Maibach und Rettungsassistent Oberbootsmann Thomas Asmus sich um die medizinische Versorgung des Kindes kümmern, muss Bordtechniker Hauptfeldwebel Max Westphal die Schaulustigen von der Unfallstelle fernhalten. Das kleine Mädchen kann in das Universitätskrankenhaus Eppendorf geflogen werden, doch die auch verletzte Mutter wird vom Rettungswagen in das Allgemeine Krankenhaus St. Georg (AK St. Georg) gefahren. Ein Widerspruch für Maren Maibach. Sie setzt sich dafür ein, dass Mutter und Tochter in dasselbe Krankenhaus gebracht werden, und versucht deshalb auch nach Dienstschluss mit den behandelnden Ärzten der Mutter zu sprechen, um eine Verlegung zu erreichen.
Nach dem Einsatz zurück im Rettungszentrum, gibt Thomas Asmus eine Torte zum Jubiläum der Crew aus, doch Pilot Hauptmann Alexander Karuhn verhält sich, zur Verwunderung seiner Kollegen, merkwürdig und verlässt die Gruppe sehr schnell. Wenig später gehen die anderen drei Besatzungsmitgliedern gemeinsam shoppen, wobei sich Max Westphal sich in eine junge Frau verliebt und sie zu einem Date einlädt; nichtsahnend, dass die junge Frau verheiratet ist.
Der erste Einsatz des folgenden Tages führt die Crew des Rettungshubschraubers zu einem Amtshilfeersuchen der Hamburger Polizei: Eine junge Frau wird vermisst. Für die Suche forderten die Polizisten die Unterstützung des Bundeswehrhubschraubers an. Noch im Anflug zum Einsatz erreicht die Crew jedoch die Information, dass die Gesuchte bereits durch die Polizei gefunden wurde. Die Bundeswehrrettungsfliegerstaffel kann wieder abrücken und den Feierabend antreten. Doch während die Anderen ihren Abend genießen, fährt Alexander Karuhn zu seinem Elternhaus: Sein Vater, ein General a. D. der Bundeswehr, den der Pilot seit mehreren Jahren nicht mehr gesehen hat, befindet sich im Lungenkrebs-Endstadium und liegt im Sterben. Am Haus seiner Eltern angekommen, trifft der Hauptmann auf seine verärgerte Schwester. Mit der Situation vollkommen überfordert, verschwindet er wieder.
Am nächsten Morgen ist der Pilot weiterhin verstimmt, muss jedoch seine volle Konzentration auf den nächsten Einsatz richten, denn die Rettungsflieger werden zu einer Person mit Vergiftung gerufen. Am Einsatzort wartet schon ein Großaufgebot von Feuerwehr und Polizei. Den Rettern gelingt es jedoch nicht, den Mann wiederzubeleben, was besonders Notärztin Maren Maibach schwer zusetzt. Als sie am Abend das kleine Mädchen, welches am Michel in den Unfall verwickelt war, besucht, und der Mutter am Krankenbett beistehen kann, fasst sie neuen Mut. Während sich Max Westphal auf die Suche nach seiner großen Liebe begibt, beschließt die Notärztin tanzen zu gehen, wird jedoch von ihrem Kollegen Alexander Karuhn aufgehalten. Ihm geht es immer schlechter, wird er doch von Schuldgefühlen gegenüber seinem sterbenden Vater geplagt. Er bittet Maren Maibach um Rat.
Als die Crew am nächsten Tag zu einem Einsatz in der Nachbarschaft von Lisa Heitmann, Max Westphals Geliebter, gerufen wird, treffen der Bordtechniker und Manfred Heitmann, der Ehemann, aufeinander, was zu Irritationen führt. Nach Dienstschluss fasst sich Alexander Karuhn ein Herz und fährt erneut zu seinem Elternhaus, wo es zu einer versöhnenden Aussprache von Vater und Sohn kommt. Gerade als der Pilot und sein Vater sich wieder nähergekommen sind, erfasst der Vater die Hand seines Sohnes und stirbt.

## Besetzung

### Hauptdarsteller
| Rollenname       | Dienstgrad     | Rolle             | Schauspieler  | Rollenbeschreibung                                    |
| ---------------- | -------------- | ----------------- | ------------- | ----------------------------------------------------- |
| Alexander Karuhn | Hauptmann      | Pilot             | Matthias Leja | Sohn von Siegfried Karuhn; Bruder von Dorothea Karuhn |
| Max Westphal     | Hauptfeldwebel | Bordtechniker     | Frank Stieren | Affäre von Lisa Heitmann                              |
| Maren Maibach    | Stabsarzt      | Notärztin         | Gerit Kling   |                                                       |
| Thomas Asmus     | Oberbootsmann  | Rettungsassistent | Ulrich Bähnk  |                                                       |

### Gastdarsteller
| Rollenname         | Schauspieler       | Rolle                                                                          |
| ------------------ | ------------------ | ------------------------------------------------------------------------------ |
| Lisa Heitmann      | Caroline Redl      | Ehefrau von Manfred Heitmann, Affäre von Max Westphal; Mutter von zwei Kindern |
| Manfred Heitmann   | Guntbert Warns     | Ehemann von Lisa Heitmann; Vater von zwei Kindern                              |
| Dorothea Karuhn    | Eva Maria Kerkhoff | Tochter von Siegfried Karuhn; Schwester von Alexander Karuhn                   |
| Karin Berthold     | Kira Maydell       | Mutter eines Unfallopfers                                                      |
| Krankenschwester   | Vera Lohr          | Krankenschwester im Universitätskrankenhaus Eppendorf                          |
| Siegfried Karuhn † | René Genesis       | Brigadegeneral a. D. der Bundeswehr Vater von Dorothea und Alexander Karuhn    |
| Schwenk            | Pierre René Müller | Gefreiter                                                                      |

## Rezeption
In der Internet Movie Database erhielt der Film Vier Freunde im Einsatz mit 7,4 von 10 Sternen bei 14 Bewertungen eine positive Einschätzung.
Die Kritiker von TV Spielfilm zogen in ihrer Einschätzung zum Film ein durchschnittliches Fazit, wobei jeweils ein von drei möglichen Punkten auf Humor, Action und Spannung vergeben wurde.

„Herzensgutes Quartett in hausbackener Serie“

## DVD-Veröffentlichung
Der Pilotfilm erschien gemeinsam mit den Episoden der ersten Staffel der Fernsehserie am 5. Oktober 2007 auf DVD. Eine DVD-Box mit allen elf Staffeln der Rettungsflieger und dem Pilotfilm erschien am 24. August 2012.